# L'Héritage mystérieux
 (novembre 2015).
Si vous disposez d'ouvrages ou d'articles de référence ou si vous connaissez des sites web de qualité traitant du thème abordé ici, merci de compléter l'article en donnant les références utiles à sa vérifiabilité et en les liant à la section « Notes et références ».
L’Héritage mystérieux est un récit de Pierre Ponson du Terrail publié à partir de 1857 sous le titre Les Drames de Paris. Il a été publié pour la première fois sous forme de feuilleton dans le journal La Patrie, du 21 juillet au 4 octobre 1857, en 58 épisodes. Il paraît en format relié aux éditions L. de Potter en 1858. Ce livre voit les débuts de Rocambole, qui ne joue cependant qu'un rôle très secondaire. Un prologue, Les Deux Frères, ouvre cette histoire.

## Résumé
L’histoire débute en 1812, au cours de la retraite de Russie, durant laquelle le colonel Armand de Kergaz, un noble de Bretagne, est assassiné par son aide de camp, le capitaine Felipone. Quatre ans plus tard, la veuve du capitaine de Kergaz, dont elle a eu un fils, également prénommé Armand, épouse le meurtrier de son époux, Felipone, avec lequel elle a un second fils, Andrea.
Le récit reprend en 1840 avec la lutte entre ces deux demi-frères ennemis, le comte Armand de Kergaz et Andréa, aidé par la courtisane Baccarat. Andréa cherche à s’approprier l’héritage du baron Kermor de Kermarouet, dont Armand est l'exécuteur testamentaire. Pour parvenir à ses fins, il n'hésite pas à persécuter trois couples innocents. 

## Apparition de Rocambole
Rocambole apparaît pour la première fois dans ce roman avec un rôle secondaire. Âgé de douze-quatorze ans, l'adolescent surnommé Rocambole était l'associé de la cabaretière Fipart, avant de devenir le jeune bras droit du criminel sir Williams.